# Wydział Informatyki i Sztucznej Inteligencji Politechniki Częstochowskiej
Wydział Informatyki i Sztucznej Inteligencji Politechniki Częstochowskiej – najmłodszy z wydziałów Politechniki Częstochowskiej. Powstał w roku 2024 w wyniku przekształcenia Wydziału Inżynierii Mechanicznej i Informatyki. 
W grudniu 2023 Przewodniczący Rady Dyscypliny Naukowej Informatyka Techniczna i Telekomunikacja złożył do rektora uczelni wniosek o powołanie Wydziału Informatyki i Sztucznej Inteligencji. Wniosek poparło 70 nauczycieli akademickich reprezentujących dyscypliny naukowe Informatyka Techniczna i Telekomunikacja oraz Matematyka, w tym niemal połowa nauczycieli akademickich Wydziału Inżynierii Mechanicznej i Informatyki. Wydział ma prawo nadawania stopnia doktora habilitowanego w dziedzinie informatyki.

## Kierunki kształcenia
Dostępne kierunki:
- Informatyka (studia I i II stopnia)
- Informatyka przemysłowa (studia I stopnia)
- Matematyka stosowana i technologie informatyczne (studia I stopnia)
- Sztuczna inteligencja (studia I stopnia)
- Sztuczna inteligencja i Data Science (studia II stopnia)

## Władze Wydziału
W kadencji 2024–2028:
| Stanowisko                                                                    | Imię i nazwisko                            |
| ----------------------------------------------------------------------------- | ------------------------------------------ |
| Dziekan                                                                       | dr hab. inż. Mariusz Kubanek, prof. PCz    |
| Kierownik dyscypliny naukowej Informatyka techniczna i telekomunikacja        | dr hab. inż. Adam Kulawik, prof. PCz       |
| Kierownik dydaktyczny ds. dyscypliny Informatyka techniczna i telekomunikacja | dr Sylwia Lara-Dziembek                    |
| Kierownik ds. Rozwoju                                                         | dr hab. inż. Janusz Starczewski, prof. PCz |

## Struktura organizacyjna
| Katedra                        | Kierownik                             |
| ------------------------------ | ------------------------------------- |
| Katedra Informatyki            | dr hab. Elżbieta Gawrońska, prof. PCz |
| Katedra Sztucznej Inteligencji | prof. dr hab. inż. Robert Cierniak    |
| Katedra Matematyki             | dr hab. Tomasz Błaszczyk, prof. PCz   |